# Тюдзо-рю
Тюдзо-рю (яп. 中条流) — древнее японское боевое искусство (корю), одно из старейших форм кэндзюцу, основанное в XIV веке мастером по имени Тюдзо Нагахидэ (яп. 伊庭秀明), который обучался фехтованию у Нэнами Дзиона (Nenami Okuyama Jion), основателя Нэн-рю.

## История
По одной из легенд, восемь монахов, учеников таинственного мастера фехтования Хогана Киити (Hogen Kiichi), разработали различные боевые традиции, известные на те времена как Кё Хати-рю (англ. Eight Traditions of the Capital, «Восемь традиций столицы»). Один из этих монахов создал стиль Тюдзо-рю, который, наряду с Айдзу Кагэ-рю, считается одним из самых первых боевых традиций Японии.
Исторически, школа Тюдзо-рю была основана мастером Тюдзо Нагахидэ в современной префектуре Нагано в XIV веке во времена периода Намбоку-тё на основе семейных исследований (в основном это техники работы с коротким мечом) и знаний школы Нэн-рю. Тюдзо Нагахидэ был мастером фехтования и служил у сёгуна Ёсимицу Асикага (яп. 足利 義満).
В числе учеников Нагахидэ был Кай Бузин но Ками (Kai Buzen no Kami), который впоследствии обучал Охаси Кагэюдзаэмона Такаёси. Среди учеников Охаси был Тода Куроэмон Нагаиэ (яп. 富田九郎右衛門), буси, служивший в семье Асакура провинции Этидзэн. Примерно в 1490 году он получил мэнкё кайдэн (полные права) школы Тюдзо-рю. Эти знания Тода передал двум своим сыновьям: старшему Городзаэмону (1519—1590) и младшему Дзибудзаэмону (Jibuzaemon Kageimasa). Несмотря на то, что техники школы почти не изменились, тем не менее название Тюдзо-рю было изменено на Тода-рю.
Основатель Итто-рю, Ито Иттосай Кагэхиса, изучал техники школы Тода-рю у мастера Канэмаки Дзиссая (яп. 鐘巻 自斎, 1536—1615). Кагэхиса оказал огромное влияние на формирование боевых традиций Японии в период Эдо, учредив дуэли на мечах без защиты, которые в дальнейшем переросли в кэндо.